# おんな船頭唄
「おんな船頭唄」（おんなせんどううた）は、1955年にリリースされた三橋美智也のシングル。

## 解説
- 当初は後輩の新人歌手・西村つた江に用意されていた曲であったが、高音から始まるこの歌を三橋に歌わせたいというディレクター・掛川尚雄の一存で三橋に決定。結果的には200万枚を売り上げ、A面の「逢初ブルース」（照菊）を凌ぐ大ヒット曲となる。この曲で一躍スターの仲間入りをした三橋は、以後大ヒット曲を連発し歌謡界を代表する歌手として全盛期を迎えていく。

- 1956年には日活から同名のタイトルで映画化されており、三橋も劇中に艶歌師・三田道也役で出演[1]。

- 1998年6月7日、千葉県香取市の佐原市立水生植物園に歌碑が建立され除幕式が行われた。三橋の楽曲の歌碑はこれが初となった[2]。現在、同パークの正面ゲート脇に歌碑が設置されている。

## 収録曲
1. 逢初ブルース（照菊）
  - 作詞:矢野亮／作曲:山口俊郎
2. おんな船頭唄（三橋美智也）
  - 作詞:藤間哲郎／作曲:山口俊郎